# (1812) Gilgamesh
(1812) Gilgamesh – planetoida z pasa głównego planetoid okrążająca Słońce w ciągu 5 lat i 78 dni w średniej odległości 3,01 au Została odkryta 24 września 1960 roku w Obserwatorium Palomar w programie Palomar-Leiden-Survey przez Cornelisa i Ingrid van Houtenów oraz Toma Gehrelsa. Nazwa planetoidy pochodzi od Gilgamesza, mitycznego sumeryjskiego króla. Przed nadaniem nazwy planetoida nosiła oznaczenie tymczasowe (1812) 4645 P-L.